# Frank Carter & the Rattlesnakes
Frank Carter & The Rattlesnakes es una banda de punk rock británica formada en 2015 por el antiguo cantante de Gallows y Pure Love, Frank Carter. Publicaron un EP en mayo de 2015 titulado Rotten, y su disco debut Blossom a través de Kobalt Label Services en agosto de ese mismo año. Su segundo disco de estudio, Modern Ruin, salió a la venta en enero de 2017 a través de International Death Cult con Thomas Mitchener como productor discográfico.

## Miembros
Actuales
- Frank Carter – voz (2015–presente)
- Dean Richardson – guitarra (2015–presente)
- Tom 'Tank' Barclay – bajo (2016–presente)
- Gareth Grover – batería (2016–presente)

Antiguos
- Memby Jago – batería (2015–2016)
- Thomas Mitchener – bajo (2015–2016)

## Discografía

### Álbumes de estudio
| Título           | Detalles | Posición en listas | Posición en listas |
| Título           | Detalles | Reino Unido        | Australia          |
| ---------------- | --- | ------------------ | ------------------ |
| Blossom          | - Released: 14 de agosto de 2015 - Label: International Death Cult - Formats: LP, CD, descarga digital          | 18                 | 81                 |
| Modern Ruin      | - Released: 20 de enero de 2017 - Label: International Death Cult - Formats: LP, CD, descarga digital           | 7                  |                    |
| End of Suffering | - Released: 3 de mayo de 2019 - Label: International Death Cult - Formats: LP, CD, descarga digital, casete     | 4                  |                    |
| Sticky           | - Released: 15 de octubre de 2021 - Label: International Death Cult - Formats: LP, CD, descarga digital, casete |                    |                    |
| Dark Rainbow     | - Released: 26 de enero de 2024 - Label: International Death Cult - Formats: LP, CD, descarga digital, casete   |                    |                    |

### EP
- Rotten (2015)